# Tawakkul Karman
Tawakkyl Karman (în arabă: توكل كرمان‎, n. 7 februarie 1979, Ta'izz, Yemen) este o politiciană și activistă pentru drepturile omului din Yemen. În 2011 i s-a decernat Premiul Nobel pentru Pace împreună cu Ellen Johnson Sirleaf (Liberia) și Leymah Gbowee (Liberia).
Comitetul pentru decernarea Premiului Nobel pentru Pace le-a acordat premiul „pentru lupta lor nonviolentă pentru siguranța femeilor și pentru dreptul femeilor de a participa deplin la făurirea păcii.”
Tawakkul Karman este membru al partidului Al-Isla. În 2005 a fondat ONG-ul pentru drepturile omului numit „Women Journalists Without Chains” (WJWC).
Este căsătorită și are trei copii.

## Filantropie
La 13 februarie 2023, Tawakkol Karman, împreună cu Președinția turcă pentru gestionarea dezastrelor și situațiilor de urgență (AFAD), a construit 50 de adăposturi temporare pentru victimele cutremurului brutal din Turcia și Siria din 6 februarie 2023, iar fundația sa a trimis, de asemenea, convoaie de ajutor în zonele afectate de cutremur din Turcia și Siria.